# Teminius hirsutus
Espèce
Synonymes
- Syrisca hirsuta Petrunkevitch, 1925
- Syrisca pulchra Petrunkevitch, 1925
- Syrisca fasciata Schenkel, 1953

Teminius hirsutus est une espèce d'araignées aranéomorphes de la famille des Miturgidae.

## Distribution
Cette espèce se rencontre du Mexique au Venezuela et aux Antilles.

## Publication originale
- Petrunkevitch, 1925 : Arachnida from Panama. Transactions of the Connecticut Academy of Arts and Sciences, vol. 27, no 2, p. 51-248.